# Dragan Spasić
Dragan Spasić (* 15. Februar 1982) ist ein ehemaliger serbischer Radrennfahrer.
Dragan Spasić begann seine Karriere 2006 bei dem bulgarischen Continental Team Tzar Simeon-MBN. In seinem ersten Jahr dort wurde er zweimal Etappendritter bei der Rumänien-Rundfahrt. 2007 gewann er das Eintagesrennen Car Konstantin und die Goldmedaille im Straßenrennen bei den Balkan-Meisterschaften im albanischen Korce. In der Saison 2008 gewann er die beiden Eintagesrennen Plava Trka-Delta Bike und die Tour de Kruševac.
2014 fungiert er als Sportlicher Leiter beim Racing Cycles-Kastro Team.

## Teams
- 2006 Tzar Simeon-MBN

- 2011 Partizan Powermove